# Principauté de Chimay
La principauté de Chimay est une principauté de la fin du Moyen Âge, dont les origines remontent au XIe siècle, lorsque la comtesse douairière Richilde de Hainaut institua les 12 pairies de Hainaut.

## Histoire
Chimay apparaît dans les textes au milieu du XIe siècle. Une organisation urbaine élaborée n’y est avérée qu’à la fin du XIIe siècle. Aux environs de 1050, il y avait là une famille probablement issue des rangs de l'aristocratie champenoise dont un membre nous est connu par une mention dans les Miracles de Saint-Trond. Ils font bâtir sur l'escarpement dominant l'Eau Blanche une tour, à l'emplacement du château actuel. Font probablement partie du domaine familial primitif les terres de Saint-Rémy et Spolt (Forges de nos jours). Peu de temps après, un certain Gauthier de Chimay est attesté dans deux actes des comtes de Hainaut datés de 1065 et 1070.
Vers 1100, Salles, en copropriété avec le chapitre de la collégiale Sainte-Monégonde, et une partie de Gonrieux, également en copropriété, font partie de la seigneurie.
Vers 1140-1145, le seigneur de Chimay, pair du comté de Hainaut, épouse une proche parente de son suzerain, en la personne d'Ida de Marles, petite-fille du comte Baudouin II de Hainaut.
En 1169, Gilles de Chimay fonde le village de Bourlers par donation de cette terre à l'Abbaye de Saint-Michel. Le-même obtint en 1181 l'avouerie du bois de Saint-Hubert (Momignies). En 1186, le comte de Hainaut lui fait don des terres de Baileux et de Momignies.
La branche principale des « Chimay » s’éteint en 1226 avec la mort de Roger de Chimay et ses terres passent dans la Maison de Nesle (comtes de Soissons), parce que Jean II de Soissons avait épousé Marie, fille de Roger. Leur fils Jean III de Soissons est donc aussi seigneur de Chimay. Les Nesle-Soissons conserveront Chimay jusqu’en 1317, lorsque Jean de Beaumont, frère de Guillaume Ier de Hainaut, obtiendra la pairie de Chimay par mariage.
En 1356, Chimay passe à un cadet de la Maison de Châtillon (comtes de Blois), Louis Ier de Blois-Châtillon, du droit de sa femme Jeanne de Hainaut-Beaumont, fille du précédent.
Au XIVe siècle, on considère que la seigneurie est à son apogée territorial et s'étend sur la terre de Trélon, les bois de La Fagne et de Thiérache, ainsi que les villages de Baileux, Bailièvre, Beauwelz, Bourlers, Boutonville, Imbrechies, Forges, Lompret, Macon, Monceau, Robechies, Saint-Rémy, Salles, Seloignes, Villers-la-tour et une partie de Virelles.
Après de longues disputes familiales et la division de la seigneurie en deux parties distinctes, la pairie de Chimay (la ville et le château) est achetée en 1437 par Jean II de Croÿ à Thibaut de Soissons-Moreuil, et il obtient par la suite les neuf villes du sart de Chimay par échange avec le duc Philippe le Bon en 1445. 
De 1465 à 1469, à la suite du procès et de la fuite des Croÿ, Chimay et son château seront placés sous séquestre.
En janvier 1473, la pairie de Chimay est érigée en comté par Charles le Téméraire.
Le 9 avril 1486, le comté de Chimay est érigé en Principauté par Maximilien d'Autriche en faveur de Charles de Croÿ, futur parrain de Charles Quint, qui devient « prince illustre de la principauté de Chimay, de même rang que les autres princes du Saint-Empire ».
La principauté restera aux mains des Croÿ jusqu'à la mort de Charles III de Croÿ en 1612, qui la lèguera par testament à son neveu, Alexandre de Ligne-Arenberg, fils cadet de sa sœur Anne de Croÿ-Chimay et de Charles de Ligne, 1er duc d'Arenberg, à charge de relever le nom et les armoiries Croÿ-Chimay, ce qui sera scrupuleusement observé.  
Après la mort d'Ernest Alexandre de Croÿ-Chimay d'Arenberg en 1686, la principauté échut à son cousin Philippe d'Alsace d'Hénin-Liétard, comte de Boussu.
En 1804, les Caraman héritèrent de la principauté et habitent encore le Château de Chimay à ce jour.

## Listes des pairs, comtes et princes de Chimay

### Maison deChimay
- Alard I de Chimay (cité en 1029 et 1031)
- Wauthier de Chimay (cité en 1065 et 1067)
- Macaire ?
- Alard II de Chimay (cité en 1111 et 1114), frère de Béatrix de Laonnais, fondateur du premier hopital de Chimay au lieu-dit Froidmont (actuellement chienneterie), assista au Concile de Reims de 1119
- Alard III de Chimay dit Pollière, fils d'Alard II, époux d'Ida de Marles, petite-fille de Baudouin II de Hainaut. Il tient, comme ses prédécesseurs, la Seigneurie de Chimay en fief de pairie, immédiatement de son suzerain Baudouin IV de Hainaut. Avoué de Vérofles (actuellement Mariembourg) en 1134.
- Gilles de Chimay, époux d'Alix de Rosoy. Par une donation de terres à l'Abbaye de Saint-Michel, il permet la création du village de Bourlers avant 1169. En 1181, il obtient de l’Abbaye de Maroilles l’avouerie du bois de St Hubert (Momignies). En 1186, il reçoit du comte de Hainaut en augmentation de son fief, les terres de Baileux et fonde Momignies.
- Alard IV de Chimay (cité de 1190 à 1218), fils de Gilles, époux de Mathilde, vidamesse de Laonnais.
- Roger de Chimay (mort en 1226), fils d'Alard IV, époux d'Agnès du Tour. Ils eurent 2 garçons sans postérité (Guy et Baudouin) et une  fille, Marie, qui épousa Jean II de Soissons vers 1222.

### Maison de Clermont-Nesle,comtes de Soissons
- Jean II de Soissons comte de Soissons (mort en 1270/1272), époux de Marie de Chimay en 1re noce et de Mahaut d'Amboise en seconde. Il reçoit en 1241 du prince-évêque de Liège, la garde de la châtellenie de Couvin. Il participe en 1249 à la prise de Damiette.
- Jean III de Soissons comte de Soissons (mort le 12 janvier 1282), devint seigneur de Chimay du vivant de son père Jean II. Il épousa Marguerite de Montfort. Il ramena de Rome les reliques de Sainte-Prisce.
- Jehan IV comte de Soissons (mort en 1289), fils de Jehan III, époux de Marguerite de Rumigny.
- Hugues comte de Soissons, frère de Jehan V (mort à Villers-la-Tour en février 1307), époux de Jeanne d'Argies dont une fille, Marguerite de Soissons.

### Maison d'Avesnes,comtes de Hainaut
- Jean de Beaumont (1288-1356), seigneur de Beaumont (Hainaut), troisième fils de Jean Ier de Hainaut, épousa en 1317 la comtesse Marguerite de Soissons, fille d'Hugues. Ils eurent une fille, Jeanne de Beaumont, qui épousa en 1336 Louis Ier de Blois-Châtillon et en secondes noces Guillaume Ier de Namur.

### Maison de Châtillon,comtes de Blois
- Louis II de Blois-Châtillon (mort en 1372), fils de Jeanne de Hainaut, meurt célibataire.
- Guy II de Blois-Châtillon (mort en 22 décembre 1397), dernier comte de Blois et de Dunois, seigneur de Soissons et de Beaumont, époux de Marie de Dampierre-Flandres-Namur. Ils auront un fils, Louis III de Blois-Châtillon, qui mourra sans descendance avant son père.

### Maison de Dampierre,comtes de Namur
Marie de Namur, comtesse douairière de Blois, est remariée vers 1406 à Pierre dit Clignet de Brébant-Landreville, Amiral de France, fidèle partisan de Louis de Valois, duc d'Orléans, qui devient ainsi le nouveau baron et pair de Chimay. À la mort de sa femme, en 1412, Clignet ne parviendra toutefois pas à se maintenir, face au déferlement de haine du parti bourguignon à son égard (il était du parti contraire des Armagnac) et le fief sera partagé entre le comte de Hainaut, descendant de Jehan de Hainaut-Beaumont, d'une part et Thibaut de Soissons, sire de Moreuil, apparenté aux Nesle-Soissons, d'autre part. Ce dernier vendra finalement sa part à Jean de Croÿ avant 1437. 

Armes de Jean de Croÿ et de la branche de Croÿ-Chimay.

### Maison de Croÿ,comtes et princes de Chimay
- Jean de Croÿ, dit à la Housette (1380 - 1473), époux de Marie de Lalaing, héritière de la baronnie de Quiévrain, achète la pairie de Chimay avant 1437 à Thibaut de Soissons-Moreuil. Il fut fait Chevalier de la Toison d’Or en 1430, gouverneur du Luxembourg en 1443 puis grand bailly et capitaine-général du Hainaut. En 1465, il fait construire un hôpital qui exista jusqu’en 1843. Il rachète au Duc de Bourgogne, comte de Hainaut la seconde part de Chimay le 28 août 1445 et le tout, remembré, sera érigé en comté pour lui et ses descendants en janvier 1473.
- Philippe Ier de Croÿ (1434-1482), 2e comte de Chimay, époux de Walburge de Meurs, chevalier de la Toison d'or (1473, no 76), grand bailli de Hainaut et gouverneur de Hollande. Il fut fait prisonnier à la bataille de Nancy.
- Charles Ier de Croÿ (1455-1527), fils de Philippe de Croÿ, comte puis Ier prince de Chimay le 9 avril 1486. Époux de Louise d'Albret (sœur de Jehan d'Albret, roi-consort de Navarre). En 1491, il fut fait chevalier de la Toison d’Or. Il fut choisi pour être le parrain et le premier précepteur du futur empereur Charles Quint
- Anne de Croÿ (1501-1539), fille du précédent et de Louise d'Albret, vicomtesse de Limoges. Elle épouse son cousin Philippe II de Croÿ, premier duc d'Arschot, premier marquis de Renty, deuxième comte de Beaumont, etc.
- Charles II de Croÿ (1522-1551), fils de la précédente, il fut assassiné le 24 juin 1551 dans son château de Quiévrain, époux de Louise de Lorraine et en second lieu d'Antoinette de Bourgogne, sans descendance.
- Philippe III de Croÿ (Valenciennes, 10 juillet 1526 - Venise 11 décembre 1595), frère du précédent, fils de Philippe II, époux en premières noces de Jeanne de Halluin (Halewijn) et en secondes noces (1582) de Jeanne de Blois-Trelon. Chevalier de la Toison d’Or, gouverneur général de Flandre, lieutenant gouverneur, capitaine général et grand bailly du comté de Hainaut et de la ville de Valenciennes.
- Charles III de Croÿ (1560-1612), fils de Philippe III, époux en premières noces de Marie de Brimeu et en secondes noces de sa cousine Dorothée de Croÿ-Havré. Il ne laissa aucun enfant légitime et partagea donc ses biens entre ses parents. La principauté de Chimay, avec le comté de Beaumont, la terre d'Avesnes et quelques autres devaient revenir à un de ses neveux, Alexandre d'Arenberg, fils cadet de sa sœur Anne-Isabelle de Croÿ (1564-1635) et de Charles d'Arenberg, à condition qu'il portât le nom et les armes de Croÿ.

Armes des princes de Chimay de la maison d'Arenberg.

### Maison de Ligne,princes et ducs d'Arenberg
- Alexandre-Albert de Croÿ-Chimay d'Arenberg (1590-1629), époux de Madeleine d'Egmont. Mort au combat le 16 août à Wesel, lors de la tentative infructueuse des troupes espagnoles de lever le siège de Bois-le-Duc.
- Albert de Croÿ-Chimay d'Arenberg, prince de Chimay (1618-1643), époux de Claire Eugenie d'Arenberg (1611-1660)
- Philippe de Croÿ-Chimay d'Arenberg, prince de Chimay (1619-1675), frère du précédent, époux de Maximilienne de Gavre (morte en 1676)
- Ernest-Dominique de Croÿ-Chimay d'Arenberg, vice-roi de Navarre (1643, Pampelune 1686), fils du précédent, époux de Maria Antonia de Cardenas (morte en 1691)

Armes de Philippe Louis de Hénin-Liétard (1646-1688), comte de Boussu, 10e prince de Chimay (1685).

Armes de François Joseph de Riquet de Caraman (1771-1843).

Armes des actuels princes de Chimay depuis Joseph de Riquet de Caraman (1836-1892).

### Maison de Hénin-Liétard,comtes de Boussuetmarquis d'Alsace
- Philippe-Louis d'Alsace-Henin-Liétard (mort en 1688), comte de Boussu, fils d'Eugène d'Alsace-Henin-Liétard, comte de Boussu (de), et d'Anne-Isabelle-Catherine de Croÿ-Chimay d'Arenberg (1616-1658), époux d'Anne-Louise Verreycken
- Charles-Louis-Antoine d'Alsace-Henin-Liétard (1674-1740), marié en 1699 avec Diane Gabrielle Victoire Mancini (1672-1716), puis en 1722 avec Charlotte de Rouvroy de Saint Simon (1696-1762), fille de Louis de Rouvroy de Saint Simon. Sans postérité des deux mariages ;
- Alexandre Gabriel Joseph de Hénin-Liétard, marquis de La Vere, prince de Chimay et du Saint-Empire (1681-1745), frère du précédent, marié avec Gabrielle Françoise de Beauvau-Craon ;
- Thomas Alexandre Marc Henri de Hénin-Liétard, prince de Chimay et du Saint-Empire (1732-1759), fils des précédents,
- Thomas Alexandre Marc Maurice de Hénin-Liétard, prince de Chimay et du Saint-Empire (1759-1761)
- Philippe-Gabriel-Maurice d'Alsace-Henin-Liétard, prince de Chimay et du Saint-Empire (1736-1804), frère du précédent, époux de Laure-Auguste de Fitz-James, sans descendance.

À son décès, le titre et la principauté de Chimay passent à ses neveux, enfants de Marie Anne Gabrielle Josèphe Xavier de Hénin-Liétard (29 mars 1728 à Lunéville - 6 messidor an VIII : 25 juin 1800 à l'Hôtel de Caraman, no 100, rue Saint-Dominique, Paris), princesse héritière de Chimay et du Saint-Empire, et de Victor Maurice de Riquet de Caraman, marquis de Roissy.

### Maison de Riquet,princes et ducs de Caraman
- François Joseph Philippe de Riquet, prince de Chimay (1771-1843), époux de Thérésa Tallien
- Joseph Philippe de Riquet, prince de Chimay (1808-1886), gouverneur de la province du Hainaut, ministre belge des Affaires étrangères
- Marie Joseph Guy Henry Philippe de Riquet, prince de Chimay (1836-1892)
- Marie Joseph Anatole Élie, prince de Chimay (1858-1937)
- Joseph Marie Alexandre Pierre Ghislain, prince de Chimay (1921-1990) (renonça à ses titres belges en faveur de son cadet en 1945)
- Élie Marie Charles Pierre Paul, prince de Chimay (1924-1980)
- Philippe Joseph Marie Jean, 22e prince de Chimay et du Saint-Empire (1948)

## Utilisation comme pseudonyme
Le comte d'Artois, frère de Louis XVI et futur Charles X, prit le pseudonyme de prince de Chimay lorsqu'il voyagea en exil en Suisse et en Italie pendant les troubles de 1789.[réf. nécessaire]

## Sources
- Jacques Buchin, Albums de Croÿ, Crédit communal de Belgique, Bruxelles, 1988.
- C. Constant, P. Moreau, Chimay et sa principauté, En Fagne et Thiérache, tome 72, Presgaux, 1985.
- Abbé Louis Dardenne, Histoire de la ville et de la terre de Chimay, Chimay, 1930, ré-édité en 1969.
- Histoire des Princes de Chimay sur le site de la ville de Chimay, qui cite Louis Dardenne.